# Canon EOS 80D

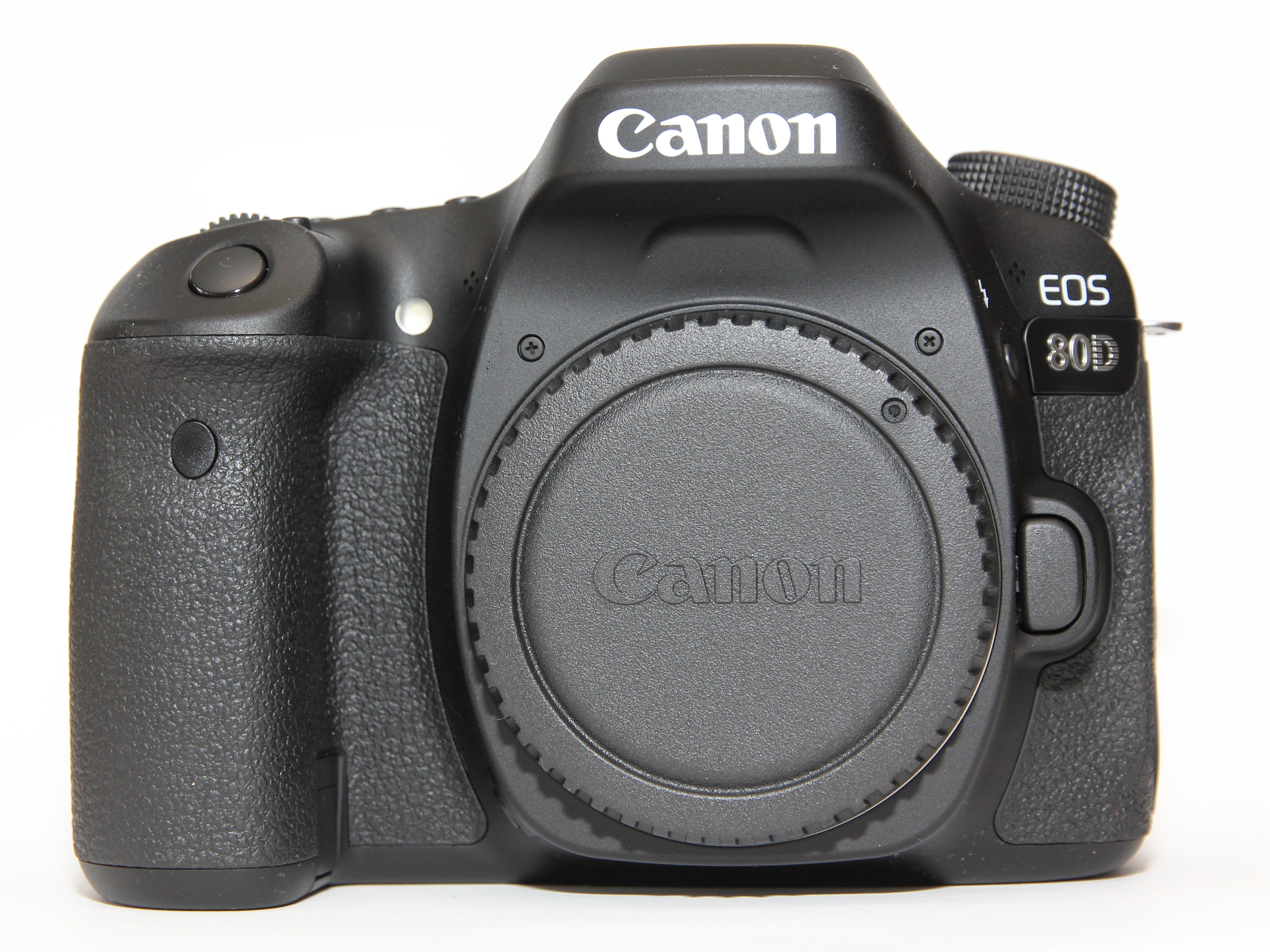
Canon EOS 80D

Canon EOS 80D – Zaawansowana cyfrowa lustrzanka jednoobiektywowa produkowana przez firmę Canon, wyposażona w matrycę CMOS o rozdzielczości 24,2 megapiksela oraz procesor DIGIC 6. Premiera aparatu odbyła się 18 lutego 2016 roku. Model jest następcą modelu Canon EOS 70D oraz poprzednikiem Canon EOS 90D.

## Cechy kluczowe
- 24,2-megapikselowa matryca CMOS APS-C i procesor DIGIC 6
- Zdjęcia seryjne z prędkością 7 kl/s
- Filmy w jakości Full HD i prękości do 60 kl/s
- Dual Pixel AF
- Udostępnianie zdjęć i zdalne sterowanie za pomocą WiFi i NFC
- Inteligentny wizjer
- Zakres czułości ISO 100 – 16000 (H: 25600)
- Slot na karty pamięci: SD, SDHC lub SDXC (UHS-I)
- Masa 730 gramów[2]